# LaVar Payne
LaVar Payne (né le 23 février 1945 à Lethbridge, Alberta) est un homme politique canadien, qui a été élu à la Chambre des communes sous la bannière conservatrice lors des élections de mai 2011 dans le comté de Medicine Hat.
Il ne s'est pas représenté lors des élections générales de 2015.